# Louis Nachet
Louis Nachet est un homme politique français né le 20 juillet 1802 à Paris et mort le 29 décembre 1877 à Paris.

## Biographie
Fils d'un professeur de faculté de médecine, il devient avocat très jeune. Il reçoit un prix de la société de la morale chrétienne pour un mémoire sur l'abolition de la traite des nègres, publié en 1823. Il devient avocat au Conseil d’État et à la Cour de cassation en 1831. En février 1848, il devient avocat général à la Cour de cassation et député de l'Aisne. Battu en 1849, il devient conseiller à la Cour de cassation et le reste jusqu'en 1877.